# Arithmétique (film)
Pour la branche des mathématiques, voir Arithmétique.
Pour plus de détails, voir Fiche technique et Distribution.
Arithmétique est le titre d'un court-métrage documentaire français réalisé par Pierre Kast, sorti en 1952.

## Synopsis
L'arithmétique est l'ensemble des procédés raisonnés et pratiques qui permet de compter les objets indépendamment de leur nature. À travers plusieurs démonstrations dans un décor de salle de classe, le conférencier Raymond Queneau met en évidence quelques particularités de l'arithmétique, comme les nombres ordinaux et cardinaux ou le rôle du zéro qui sert à numéroter ce qui n'existe pas.
Ce court-métrage de 1951 devait faire partie d'un ensemble de dix films (dont Alchimie par Jean Grémillon en 1952) regroupés dans "L'Encyclopédie filmée" produite par "Le trident", dont seule la lettre A a été réalisée : âge, Arles, Amazone, avalanche, arithmétique, alchimie, automate, Atlantique, absence, argent.

## Fiche technique
- Réalisation : Pierre Kast
- Définition et interprétation : Raymond Queneau
- Opérateur : Thomas
- Musique : Georges Van Parys
- Montage : Leonide Azar
- Production : Le Trident (Bluette Christin-Falaize)
- Durée : 9 minutes

## Interprétation
- Raymond Queneau narrateur